# Willie Steel
William Gilbert „Willie“ Steel (* 6. Februar 1908 in Blantyre; † 1990) war ein schottischer Fußballspieler und -trainer. Als Abwehrspieler war er in den 1930er-Jahren zunächst beim FC Liverpool und später beim FC Birmingham aktiv. Ab Mitte der 1950er-Jahre trainierte er dann in der schottischen Heimat zunächst für den Airdrieonians FC sowie für kurze Zeit Third Lanark.

## Sportlicher Werdegang
Steel begann seine fußballerische Laufbahn beim heimischen Klub Bridgeton Waverley, bevor er fünf Jahre lang zwischen 1926 und 1931 eine feste Konstante als rechter Verteidiger beim FC St. Johnstone war. Dort hatte er in der höchsten schottischen Spielklasse agiert, war dann jedoch in der Saison 1929/30 als Tabellenletzter abgestiegen. Nach einem vergeblichen Versuch zum Wiederaufstieg in der Saison 1930/31 bot er sich im Sommer beim englischen Erstligisten FC Liverpool an. Nach einem Monat intensiver Begutachtung fiel das Votum positiv aus und im September 1931 schloss sich Steel letztlich den „Reds“ unter Trainer George Patterson an.
Drei Monate nach seiner Ankunft debütierte er beim 1:1 gegen Derby County für Liverpool und verpasste für den Rest der laufenden Spielzeit 1931/32 nur noch eine einzige Partie. In den beiden darauffolgenden Jahren absolvierte Steel 82 von 84 möglichen Erstligapartien und war damit auf der Position des rechten Verteidigers „gesetzt“. In der Saison 1934/35 verlor er dann den Stammplatz an Robert Done, der selbst wiederum unmittelbare darauf durch den englischen Nationalspieler Tom Cooper ersetzt wurde. Noch vor Ablauf der Spielzeit stimmte der Verein einem Wechsel zu und Steel heuerte im März 1935 beim Ligakonkurrenten FC Birmingham an. Birmingham befand sich zu dem Zeitpunkt im Abstiegskampf und die aus dem Verkauf von Mittelstürmer Dave Mangnall an West Ham United erlösten 2.000 Pfund wurden für die Verpflichtung von Steel als dringend benötigte Abwehrverstärkung reinvestiert. Mit Steel gelang der Klassenerhalt und bevor Birmingham zum Ende der Saison 1938/39 letztlich doch in die Zweitklassigkeit abstieg, war Steel Ende Februar 1939 innerhalb der höchsten englischen Spielklasse zu Derby County weitergezogen. Als bereits kurze Zeit später der Zweite Weltkrieg ausbrach und eine langjährige Unterbrechung des regulären Ligaspielbetriebs nach sich zog, beendete dies faktisch Steels Profifußballerlaufbahn. Während der Kampfhandlungen betätigte er sich allenfalls als Gastspieler für Klubs wie den FC Dumbarton.
In der Nachkriegszeit arbeitete Steel als Trainer in Schottland, zunächst zwischen 1954 und 1963 für den Airdrieonians FC sowie zwischen 1963 und 1964 für Third Lanark und war dabei zumeist in der höchsten Spielklasse unterwegs. Er verstarb im Jahr 1990.